# Салимов, Зокиржон Салимович
Зокиржон Салимович Салимов (31 декабря 1940 — 3 октября 2015, Ташкент, Узбекистан) — советский и узбекский ученый-химик, академик Академии наук Республики Узбекистан.

## Биография
Родился в рабочей семье.
В 1962 г. окончил Ташкентский политехнический институт, продолжил учебу в аспирантуре этого вуза. В 1967 г. защитил кандидатскую, 1976 г. — докторскую диссертацию. В 1987 году был избран членом Академии наук Республики Узбекской ССР.
Являлся старшим преподавателем, доцентом, профессором, заведующим кафедрой Ташкентского политехнического института. Затем работал заместителем министра высшего и среднего специального образования Узбекской ССР, вице-президентом Академии наук Узбекистана, директором Института химии, Института общей и неорганической химии.
Основные исследования посвящены теоретическим и практическим вопросам химико-технологических процессов и устройств. Под руководством ученого была создана технология безводного перегона смеси нефтегазового конденсата, которая была внедрена в нефтеперерабатывающее производства Узбекистана.